# Hejaz vasútvonal
A Hejaz (vagy Hedjaz vagy Hijaz) vasút (törökül: Hicaz Demiryolu) keskeny nyomtávú (1050 mm-es) vasút, amely Damaszkuszból Szaúd-Arábia Hidzsáz régióján keresztül Medinába vezet, elágazással a földközi-tengeri Haifába. Az oszmán vasúthálózat részeként épült, és az eredeti cél az volt, hogy a kadıköyi Haydarpaşa pályaudvartól induló vonal  Damaszkuszon át elérje Mekka szent városát. Az építkezést azonban az I. világháború kitörése miatt megszakították, így csak Medináig épült meg, ami 400 kilométerre van Mekkától. A teljes Damaszkusz–Medina-szakasz 1300 kilométer.

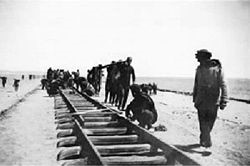
A hejaz vasútvonal építése 1906 -ban

A vasút fő célja az volt, hogy kapcsolatot létesítsen Konstantinápoly – az Oszmán Birodalom fővárosa és az iszlám kalifátus székhelye –, valamint az Arábiában lévő Hidzsáz, az iszlám legszentebb szentélye és Mekka szent városa, a mekkai zarándoklat célpontja között. További fontos cél volt az oszmán állam arab tartományai gazdasági és politikai integrációjának javítása, valamint a katonák szállításának megkönnyítése.

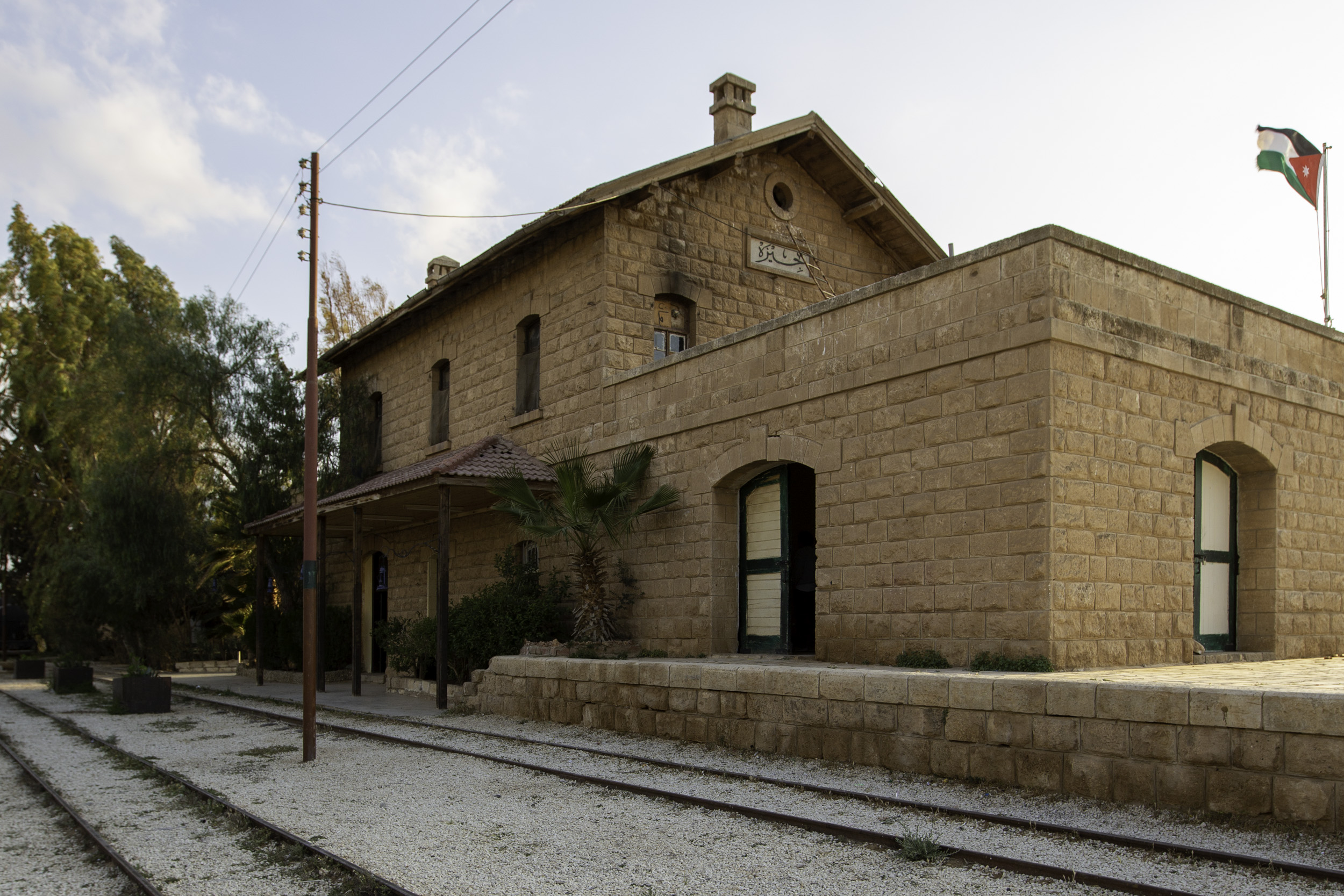
A Hejaz vasútvonal egyik állomása

## Hejaz vasútvonal
| Vasútvonal neve          | Építkezés kezdete és vége | Vonal hossza                  | Kép |
| ------------------------ | ------------------------- | ----------------------------- | --- |
| Hejaz                    | 1900-1908                 | 1300 km személyszállítással   |     |
| Haramain HSR             | 2009-2018                 | 449, 2 km személyszállítással |     |
| Riyadh-Dammam vasútvonal |                           | 449,1 km, személyszállítással |     |

## Története
A vasútvonalat 1915-ben az első világháború miatt megszüntették.

## Kapcsolódó szócikk
Szaúd-Arábia vasúti közlekedése
Szaúd-Arábia